# Яциневич, Яков Михайлович
Яков Михайлович Яциневич (8 ноября 1869 — 25 апреля 1945) — композитор, дирижёр и фольклорист родом из Белой Церкви на Киевщине.

## Биография
Яциневич учился в музыкальной школе С. Блуменфельда и у Н. Лысенко в Киеве, с которым в 1891—1904 годах основывал украинские хоры. Жизнь Яциневича до октябрьской революции 1917 года была полностью связана с церковью: после учёбы в Софийской духовной школе и Киевской духовной академии его назначили регентом лучшего на то время хора Михайловского собора. В 1903—1906 годах Яциневич работал дирижёром мужского хора Киевского университета. В послереволюционные годы он принимал активное участие в создании Украинской автокефальной православной церкви, в честь которой написал своё самое выдающееся произведение — «Литургию». В 1919 году был инструктором Всеукраинского музыкального комитета Наркомпроса, дирижировал капеллой имени Н. Лысенко. В 1925—1930 годах Яциневич был дирижёром городского хора в Одессе, затем до 1940 года работал в Запорожье.
При советской власти он также перебивался разными работами — был сельским учителем, преподавателем музыки в самодеятельных кружках с постоянной сменой проживания: по сёлам Киевщины, впоследствии на Восточной Украине. Был выслан на Кавказ в Адыгейскую автономную область, где в Майкопе руководил ансамблем песни и танца. В последние годы Яцинквич работал охранником колхозного сада в Краснодарском крае.
Произведения: симфония «1905 год», оратория «Скорбная мать» (слова П. Тычины), церковная музыка (служба Божья, кантаты на темы святого Юрия, Василия, Петра и Павла), хоровые произведения, свыше 200 обработок народных песен.